# هنري كرو
هنري كرو (بالإنجليزية: Henry Crew)‏ (و. 1859 – 1953 م) هو فيزيائي، وعالم فلك من الولايات المتحدة الأمريكية . ولد في ريتشموند .

## التعليم
تعلم في جامعة برنستون

## مناصب وهيئات
أدار جامعة نورث وسترن.

## جوائز
حصل على جوائز منها:
- قلادة أورستد  [لغات أخرى]‏ (1941).